# Adriel Fernández
Adriel Fernández Sánchez (La Paz, 22 de marzo de 1996) es un futbolista boliviano. Juega como centrocampista en Club Aurora de la Primera División de Bolivia.

## Trayectoria

### Inicios
Fue integrante de las divisiones inferiores de Boca Juniors hasta 2015. Posteriormente se integró a las divisiones formativas del Bolívar, club en el continuó su formación, llegando a jugar la Copa Libertadores Sub-20 de 2016.

### Universitario (USFX)
A inicios de 2018 firmó su primer contrato profesional con Universitario (USFX).
Su debut como profesional fue el 26 de febrero en una derrota por 4-2 contra Oriente Petrolero.

### Aurora
En diciembre Aurora anunció su fichaje por las siguientes 2 temporadas.

### Jorge Wilstermann
Para 2021 Jorge Wilstermann anuncia su contratación.

## Clubes
| Club                  | País    | Año           |
| --------------------- | ------- | ------------- |
| Universitario (USFX)  | Bolivia | 2018          |
| Aurora                | Bolivia | 2019-2020     |
| Jorge Wilstermann     | Bolivia | 2021-2023     |
| The Strongest         | Bolivia | 2024          |
| San Antonio Bulo Bulo | Bolivia | 2024-2025     |
| Club Aurora           | Bolivia | 2025-presente |